# Velotte-et-Tatignécourt
Velotte-et-Tatignécourt és un municipi francès, situat al departament dels Vosges i a la regió del Gran Est. L'any 2007 tenia 163 habitants.

## Demografia

### Població
El 2007 la població de fet de Velotte-et-Tatignécourt era de 163 persones. Hi havia 72 famílies, de les quals 20 eren unipersonals (12 homes vivint sols i 8 dones vivint soles), 20 parelles sense fills, 28 parelles amb fills i 4 famílies monoparentals amb fills.
La població ha evolucionat segons el següent gràfic:
Habitants censats

### Habitatges
El 2007 hi havia 74 habitatges, 69 eren l'habitatge principal de la família, 4 eren segones residències i 1 estava desocupat. 68 eren cases i 5 eren apartaments. Dels 69 habitatges principals, 55 estaven ocupats pels seus propietaris i 14 estaven llogats i ocupats pels llogaters; 1 tenia dues cambres, 9 en tenien tres, 18 en tenien quatre i 41 en tenien cinc o més. 52 habitatges disposaven pel capbaix d'una plaça de pàrquing. A 31 habitatges hi havia un automòbil i a 32 n'hi havia dos o més.

### Piràmide de població
La piràmide de població per edats i sexe el 2009 era:
| Homes | Edats   | Dones |
| ----- | ------- | ----- |
| 0     | 95 o +  | 0     |
| 0     | 90 a 94 | 0     |
| 0     | 85 a 89 | 0     |
| 0     | 80 a 84 | 8     |
| 0     | 75 a 79 | 4     |
| 4     | 70 a 74 | 8     |
| 0     | 65 a 69 | 0     |
| 4     | 60 a 64 | 4     |
| 0     | 55 a 59 | 0     |
| 0     | 50 a 54 | 0     |
| 12    | 45 a 49 | 8     |
| 4     | 40 a 44 | 0     |
| 8     | 35 a 39 | 16    |
| 4     | 30 a 34 | 0     |
| 8     | 25 a 29 | 8     |
| 4     | 20 a 24 | 0     |
| 12    | 15 a 19 | 4     |
| 8     | 10 a 14 | 0     |
| 0     | 5 a 9   | 0     |
| 8     | 0 a 4   | 0     |

## Economia
El 2007 la població en edat de treballar era de 106 persones, 79 eren actives i 27 eren inactives. De les 79 persones actives 75 estaven ocupades (43 homes i 32 dones) i 4 estaven aturades (2 homes i 2 dones). De les 27 persones inactives 13 estaven jubilades, 3 estaven estudiant i 11 estaven classificades com a «altres inactius».

### Ingressos
El 2009 a Velotte-et-Tatignécourt hi havia 68 unitats fiscals que integraven 159 persones, la mediana anual d'ingressos fiscals per persona era de 17.243 €.

### Activitats econòmiques
Dels 4 establiments que hi havia el 2007, 1 era d'una empresa de construcció, 2 d'empreses de comerç i reparació d'automòbils i 1 d'una empresa classificada com a «altres activitats de serveis».
Dels 3 establiments de servei als particulars que hi havia el 2009, 1 era un taller de reparació d'automòbils i de material agrícola, 1 fusteria i 1 perruqueria.
L'any 2000 a Velotte-et-Tatignécourt hi havia 6 explotacions agrícoles que ocupaven un total de 285 hectàrees.

## Poblacions més properes
El següent diagrama mostra les poblacions més properes.